# Carlos Nascimento
Carlos Alberto Suriano do Nascimento (Dois Córregos, 5 de dezembro de 1954), é um jornalista brasileiro, conhecido por cobrir fatos que marcam a história do Brasil e do mundo, como os ataques terroristas de 11 de setembro de 2001, tendo sido o apresentador da transmissão da TV Globo por longas horas.

## Biografia
Carlos Nascimento é natural de Dois Córregos, onde começou a trabalhar como radialista, na Rádio Cultura e no jornal O Democrático. Já em São Paulo, trabalhou nas rádios Nacional, Excelsior e América e no jornal Super News. Foi colunista dos jornais Diário Popular e Diário de São Paulo.
Formado em jornalismo pela Faculdade Cásper Líbero (FCL), em 1977 iniciou suas atividades na televisão na Rede Globo. Trabalhou, nesse primeiro período, onze anos seguidos na TV Globo São Paulo, onde foi repórter dos telejornais Bom Dia São Paulo, Globo Rural, Globo Repórter e Jornal Nacional. Começou a ter popularidade junto ao grande público durante a cobertura da morte do presidente Tancredo Neves, em 1985.
Em 1988, decide dar um novo rumo a sua carreira: de repórter passa a ser âncora de telejornais. Sua estreia nessa nova função foi na TV Cultura, apresentando o Jornal da Cultura. Um ano depois, Nascimento foi contratado pela TV Record e, em 1990, volta para a Rede Globo - tornando-se o primeiro âncora a atuar nessa emissora. Atuou nos telejornais São Paulo Já/SPTV até 1998, e a partir de 1999 apresentou o Jornal Hoje, além de apresentar eventualmente o Jornal Nacional e o Fantástico. Seu último telejornal na Globo foi a edição de 31 de janeiro de 2004 do Jornal Hoje. No mesmo dia, saiu da emissora e foi contratado pela Band.
Em 15 de março de 2004, estreou como âncora do Jornal da Band, na Rede Bandeirantes. Além do telejornal, ele também apresentava um programa diário na rede BandNews FM e fazia comentários sobre política e economia no canal de notícias BandNews TV e na Rádio Bandeirantes.
Em fevereiro de 2006, Carlos Nascimento deixou a Band e assinou contrato com o SBT por quatro anos para integrar a equipe de jornalismo da emissora. Com a renovação do jornalismo no SBT, em maio de 2011 depois de cinco anos ele deixa a bancada do SBT Brasil para Joseval Peixoto e Rachel Sheherazade, mas continuou no Jornal do SBT com Cynthia Benini. Um ano depois voltou a fazer dupla com Karyn Bravo, desta vez no Jornal do SBT, pois Cynthia Benini deixou o jornal por questões pessoais.
Em 2012, foi o apresentador do programa O Maior Brasileiro de Todos os Tempos. Em setembro de 2013, afastou-se por licença médica do Jornal do SBT para tratar de um câncer colorretal.
No dia 12 de maio de 2014, Nascimento volta à TV e assume o SBT Brasil, substituindo o jornalista Joseval Peixoto, que entrou em férias. Mesmo magro e um pouco debilitado devido ao câncer, Nascimento não perdeu seu bom humor. Foi recebido com muito carinho pela jornalista Rachel Sheherazade. "Espero que eu possa fazer tudo direitinho pra honrar o que você tá falando", brincou Nascimento.
Nascimento ficou na bancada do SBT Brasil até abril de 2020, no auge da Pandemia de COVID-19 no Brasil, quando se afastou por ser do grupo de risco. Seu contrato foi cumprido até o fim previsto, em dezembro de 2020, e não foi renovado.

## Trabalhos

### Televisão:
| Ano     | Título                                | Cargo                 | Emissora           |
| ------- | ------------------------------------- | --------------------- | ------------------ |
| 1980–82 | Globo Rural                           | Apresentador          | TV Globo           |
| 1984–88 | SPTV 1ª edição                        | Apresentador          | TV Globo São Paulo |
| 1985    | SPTV Debate                           | Mediador              | TV Globo São Paulo |
| 1986–88 | Bom Dia São Paulo                     | Apresentador          | TV Globo São Paulo |
| 1986–88 | Jornal Nacional                       | Apresentador eventual | TV Globo           |
| 1988–89 | Jornal da Cultura                     | Apresentador          | TV Cultura         |
| 1989–90 | Jornal da Record                      | Apresentador          | Record             |
| 1990    | SPTV 2ª edição                        | Apresentador          | TV Globo São Paulo |
| 1990–96 | São Paulo Já                          | Apresentador          | TV Globo São Paulo |
| 1990–03 | Jornal Nacional                       | Apresentador eventual | TV Globo           |
| 1993–96 | Fantástico                            | Apresentador eventual | TV Globo           |
| 1996–98 | SPTV 2ª edição                        | Apresentador          | TV Globo São Paulo |
| 1997–98 | Espaço Aberto                         | Apresentador          | GloboNews          |
| 1998–99 | Bom Dia São Paulo                     | Apresentador          | TV Globo São Paulo |
| 1998-02 | Eleições Globo                        | Mediador              | TV Globo São Paulo |
| 1999–04 | Jornal Hoje                           | Apresentador          | TV Globo           |
| 2004–06 | Jornal da Band                        | Apresentador          | Band               |
| 2004    | Band Eleições                         | Mediador              | Band               |
| 2006    | SBT São Paulo                         | Apresentador          | SBT                |
| 2006–13 | Jornal do SBT                         | Apresentador          | SBT                |
| 2006-22 | SBT Eleições                          | Apresentador/mediador | SBT                |
| 2006–11 | SBT Brasil                            | Apresentador          | SBT                |
| 2007    | SBT Manchetes                         | Apresentador          | SBT                |
| 2011–13 | Jornal do SBT                         | Apresentador          | SBT                |
| 2012    | O Maior Brasileiro de Todos os Tempos | Apresentador          | SBT                |
| 2014–20 | SBT Brasil                            | Apresentador          | SBT                |
| 2017-18 | SBT Repórter                          | Apresentador          | SBT                |

### Rádio:
| Ano     | Emissora    | Função  |
| ------- | ----------- | ------- |
| 2005-06 | BandNews FM | Locutor |

## Coberturas marcantes

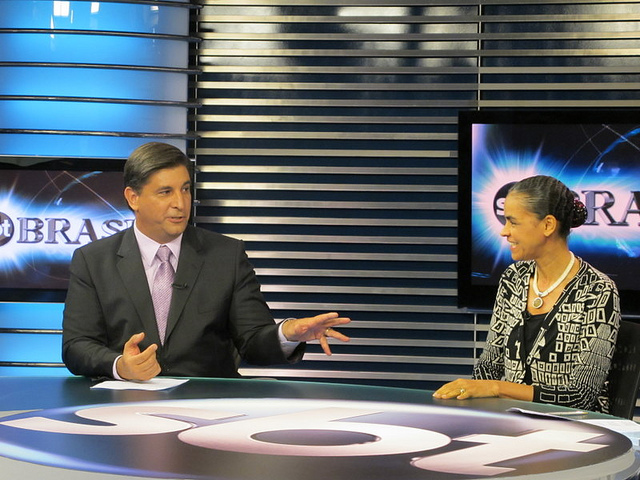
Nascimento entrevista Marina Silva para o SBT Brasil.

O jornalista trabalhou em coberturas jornalísticas marcantes, notadamente na década de 2000, quando comandou, ao vivo e para todo país, a transmissão na TV Globo dos ataques terroristas do 11 de setembro e da captura de Saddam Hussein, sagrando-se como um dos melhores âncoras da televisão brasileira.
- Enchentes em Minas Gerais e Espírito Santo em 1979, para o Fantástico;
- Rebelião do Presídio de Jacareí - SP (Cobertura que trouxe prêmios - Franz de Castro Holzwarth), em 1981;
- Funeral do presidente Tancredo Neves, em 1985;
- O julgamento de impeachment do presidente Fernando Collor de Mello em 1992;
- Posse do presidente Itamar Franco, em substituição ao presidente Collor, em 1992;
- Funeral do piloto brasileiro de Fórmula 1 Ayrton Senna, em 1994;
- A chegada da Seleção Brasileira de Futebol tetracampeã mundial ao Brasil em 1994;
- Posse do presidente Fernando Henrique Cardoso, em 1995;
- Os funerais dos integrantes do grupo Mamonas Assassinas, mortos em um acidente aéreo na Serra da Cantareira, em São Paulo, em 1996;
- Queda de um avião Fokker, da TAM, no bairro de Jabaquara, São Paulo, em 1996;
- Funeral da princesa Diana, em Londres, capital da Inglaterra, em 1997;
- Funeral do governador de SP, Mário Covas, em 2001;
- Sequestro do empresário Sílvio Santos em 2001;
- Atentados de 11 de setembro ao WTC, em Nova Iorque, e ao Pentágono em 2001;
- Posse do presidente Luiz Inácio Lula da Silva, em 2003;
- Guerra do Iraque, em 2003;
- Abertura das Olimpíadas de Atenas (Diretamente do Estádio Olímpico ao lado de Alvaro José pela Rede Bandeirantes (2004)
- Queda de um avião da TAM, no aeroporto de Congonhas, em São Paulo, em 2007;
- Eleições presidenciais americanas, em 2008;
- Queda do avião da Air France no meio do Oceano Atlântico em 2009;
- Morte de Michael Jackson em 2009;
- Funeral de Hebe Camargo em 2012;
- Funeral de Roberto Gómez Bolaños em 2014;
- Primeira entrevista exclusiva com o Presidente Jair Bolsonaro, logo após a posse, em 3 de janeiro de 2019.

## Prêmios
Durante sua carreira de sucesso, Nascimento recebeu diversos prêmios, entre eles o Prêmio Vladimir Herzog do Sindicato dos Jornalistas do Estado de São Paulo, como repórter, em 1980 e 1981; e o Prêmio APCA da Associação Paulista dos Críticos de Arte, em 1988, pelo melhor telejornal (Jornal da Cultura), em 1989, também pelo melhor telejornal (Jornal da Record). Em 2005, ganhou o prêmio Comunique-se, ao ser escolhido por 80 mil jornalistas como o melhor apresentador da TV brasileira.